# Primado papal

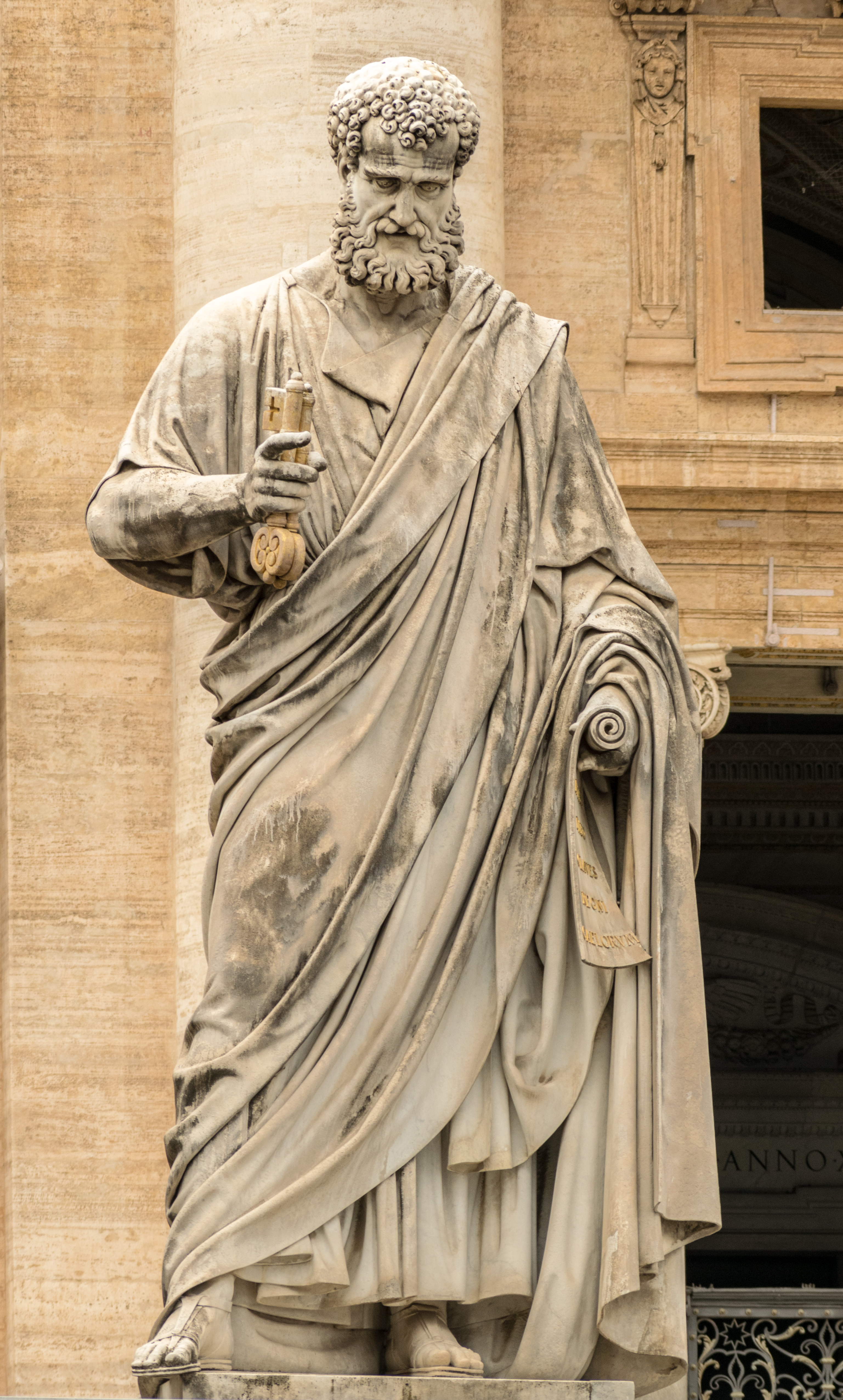
Estatua de San Pedro en la plaza de San Pedro de Roma. El primado de Pedro es el fundamento de la primacía del obispo de Roma o Papa sobre el resto de los obispos según la Iglesia católica que la estableció como dogma en el Concilio Vaticano I (1869-1870).

La primacía papal (o primado papal) es un dogma de la Iglesia Católica establecido en el Concilio Vaticano I (1869-1870) según el cual el obispo de Roma (o Papa) ostenta la supremacía sobre todos los obispos como sucesor de Pedro el Apóstol (lo que se conoce como la primacía de Pedro en la sucesión apostólica).
El resto de las iglesias cristianas no reconocen la primacía papal. Las Iglesias Ortodoxas consideran al obispo de Roma como el «Patriarca del Occidente» y como el primer obispo entre sus pares o iguales (primus inter pares), por lo que ostentaría solamente una primacía de honor (negando por eso la autoridad suprema del Papa), que, desde el Cisma de Oriente (1054), no tiene ningún poder concreto sobre estas Iglesias cristianas.
La doctrina de la primacía papal ha supuesto un obstáculo para el ecumenismo. Las Iglesias Católica y Ortodoxa llegaron a un consenso mínimo, expresado en el Documento de Ravena (que fue aprobado el día 13 de octubre de 2007), consistente en el reconocimiento de ambas partes de «que Roma, como la Iglesia que "preside en la caridad", según la expresión de san Ignacio de Antioquia (A los Romanos, Prólogo), ocupaba el primer lugar […], y que el obispo de Roma era, por tanto, el protos [primero] entre los patriarcas». pero «todavía existe divergencia entre católicos y ortodoxos en cuanto a las prerrogativas» y los privilegios de esta primacía, visto que los ortodoxos siguen concediendo al Papa solamente una simple primacía de honor.

## Concilio Vaticano I

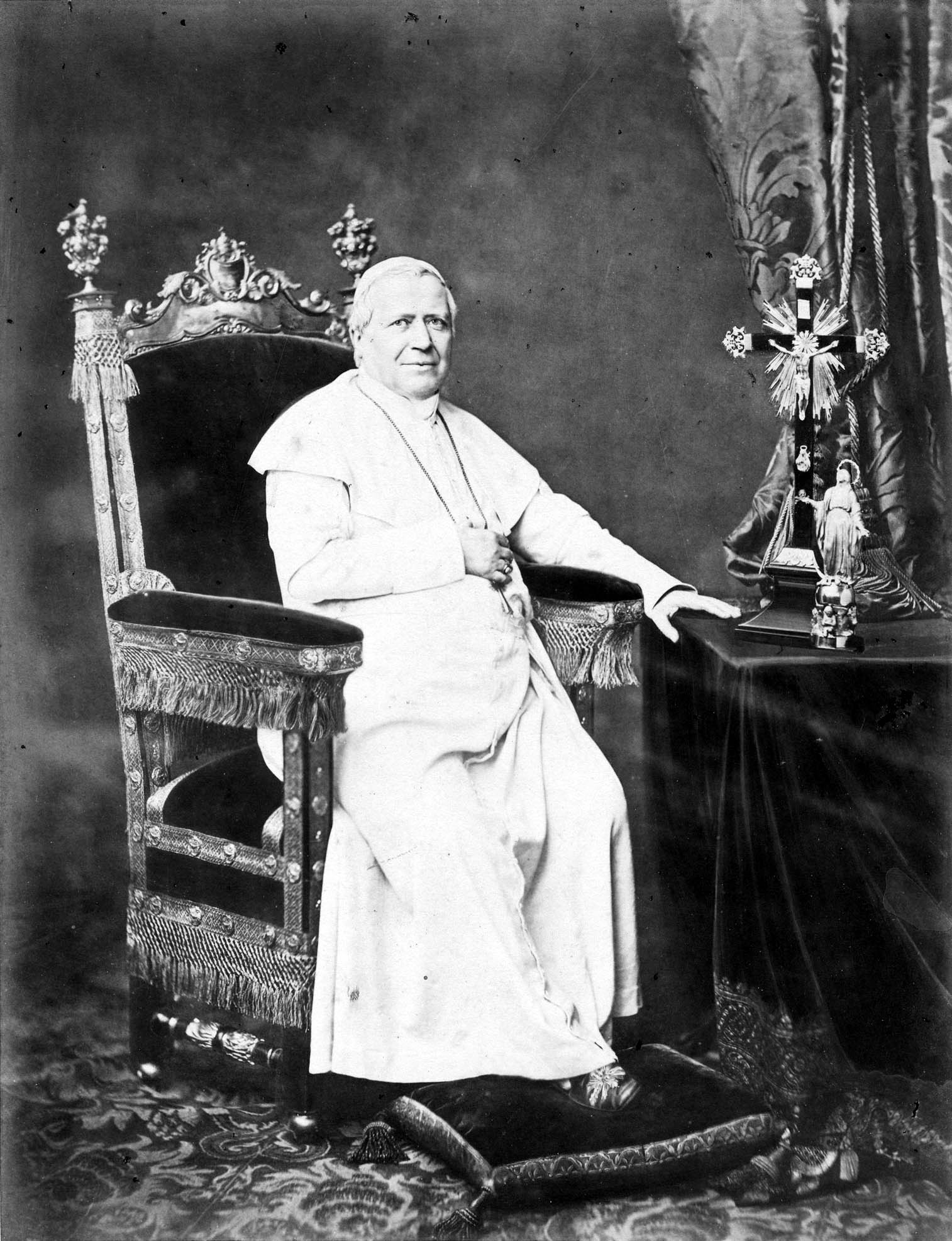
El papa Pío IX fotografiado en 1864.

El primado papal, junto con la infalibilidad papal, fue declarado dogma de la Iglesia católica por la constitución Pastor Aeternus proclamada el 18 de julio de 1870 por el papa Pío IX, «revestido de sus más suntuosos ornamentos», ante los obispos reunidos en el Concilio Vaticano I. En ella se dice lo siguiente: 

Si alguien, pues, dijere no ser institución personal de Cristo Señor o sea de derecho divino que el beato Pedro en su primado sobre la Iglesia universal no tenga perpetuos sucesores… que sea solemnemente excomulgado.

El mes anterior monseñor Lorenzo Gastaldi había afirmado rotundamente en una de las sesiones del concilio que «la única sede apostólica es la romana y sólo el romano pontífice es llamado desde tiempos inmemoriales señor apostólico». Una minoría de los obispos, unos setenta, se opusieron y abandonaron el concilio y algunos teólogos alemanes, que también se manifestaron en contra, como Johan Joseph Ignaz von Döllinger o Johann Friedrich, fueron excomulgados (otros teólogos acabarían cediendo a la presión del Vaticano, como también lo hicieron los obispos contestatarios). Sin embargo, como ha señalado el historiador español Raúl González Salinero, «a pesar del “triunfo” conseguido por la mayoría papalista, el Concilio Vaticano I abrió una brecha en el seno de la Iglesia, que todavía no ha logrado cerrarse satisfactoriamente. La aprobación e imposición de un dogma que no contaba con las necesarias garantías de verosimilitud, situaría a la Curia vaticana en el punto de mira de una permanente sospecha dentro y fuera de la Iglesia de adscripción romana».

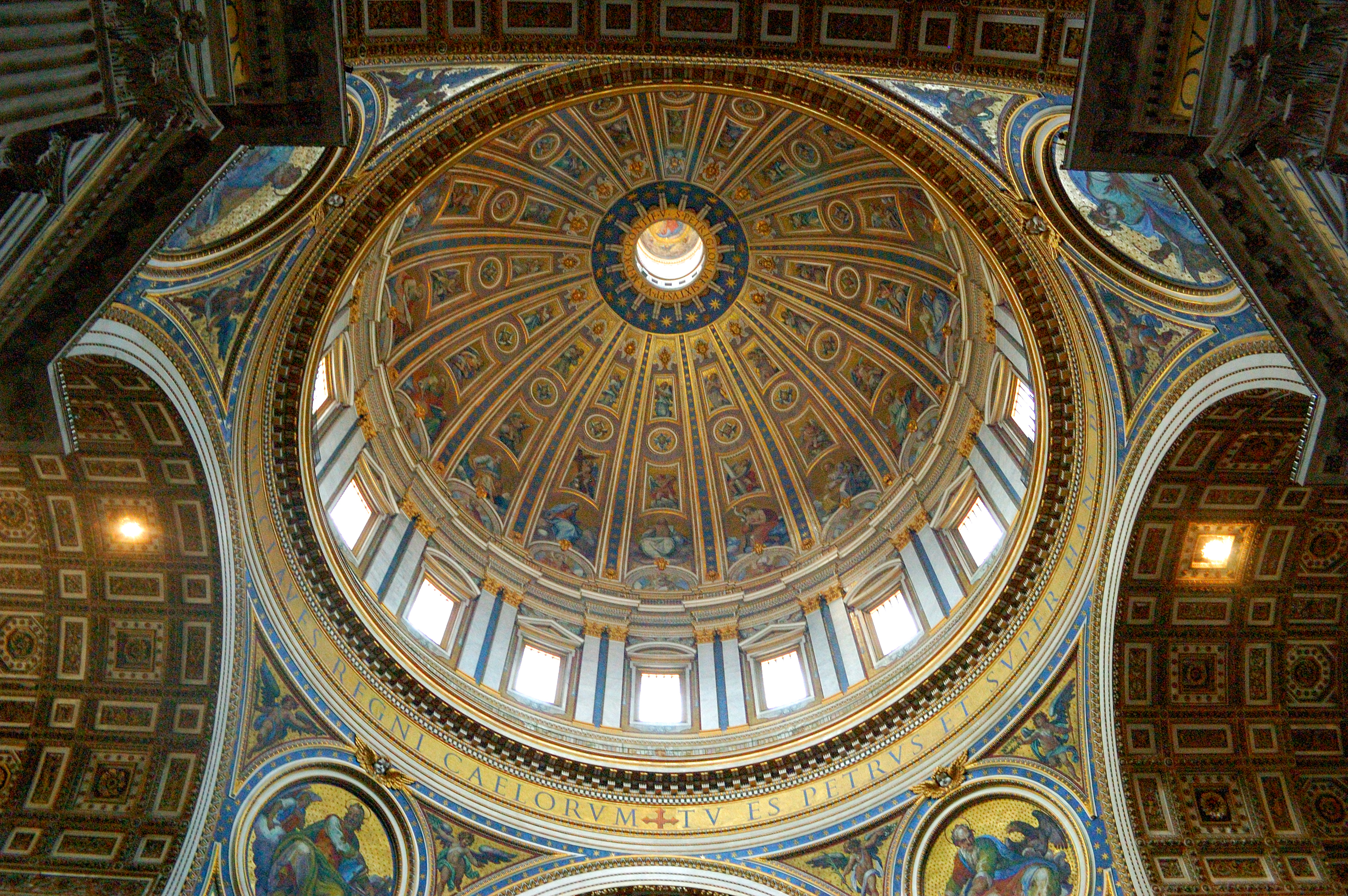
Vista interior de la cúpula de la Basílica de San Pedro en la que aparece el pasaje del Evangelio de San Mateo (16, 18-19) en el que la Iglesia católica ha basado el primado de Pedro del que deriva el primado papal: «TV ES PETRVS ET SVPER HANC PETRAM AEDIFICABO ECCLESIAM MEAM ET TIBI DABO CLAVES REGNI CAELORVM» ("Tú eres Pedro, y sobre esta roca edificaré mi iglesia. A ti te daré las llaves del reino de los cielos").

El argumento principal utilizado para demostrar el primado de Pedro, y con él el primado papal, es el pasaje del Evangelio de San Mateo (16, 18-19) en el que dirigiéndose al apóstol Simón Pedro Jesucristo le dice: 

Yo te digo que tú eres Pedro, y sobre esta piedra edificaré mi iglesia, y las puertas del infierno no prevalecerán contra ella. Te daré las llaves del Reino de Dios; y lo que ates en la tierra quedará atado en los cielos, y lo que desates en la tierra quedará desatado en los cielos

Así pues, según la Iglesia católica, el propio Jesucristo habría establecido el papado cuando confirió sus responsabilidades y poderes al apóstol Pedro. Por esta razón, el catolicismo considera al Papa como el jefe universal de la Iglesia.

## Críticas a la doctrina
El autor religioso estadounidense Stephen K. Ray, un bautista converso al catolicismo, afirma que «hay pocas cosas en la historia de la Iglesia que hayan sido más controvertidas que la primacía de Pedro y la Sede de Roma. La historia está repleta de ejemplos de autoridad despreciada, y la historia de la Iglesia no es diferente».

### La interpretación del pasaje del Evangelio de San Mateo (16, 18-19)
El historiador español Raúl González Salinero ha señalado que las palabras de Jesús recogidas en el Evangelio de San Mateo (16, 18-19), «quizás las más discutidas de todo el Nuevo Testamento, constituyen el fundamento del Papado y, en buena medida de la propia Iglesia [católica]», pero no aparecen en los otros tres evangelios canónicos «y dicha ausencia es especialmente llamativa en el de Marcos, el más antiguo de todos ellos. La mayor parte de los estudiosos modernos (incluso muchos de los que se mueven dentro de la órbita confesional) consideran que esta “promesa de Pedro” es una intercalación posterior». Este historiador considera más en «consonancia con el contexto específico del primer evangelio», el pasaje de San Mateo (18, 18) en el que Jesús confiere a toda la comunidad sin distinciones la potestad de «atar y desatar»:

Todo lo que atéis en la tierra quedará atado en el cielo, y todo lo que desatéis en la tierra quedará desatado en el cielo.

González Salinero afirma que «desconocemos si Pedro llegó a gozar en algún momento de una preeminencia indiscutiblemente admitida por el resto de sus compañeros de apostolado. Todo indica que no fue así, pero aun si admitimos tal suposición, es muy probable que dicha eventualidad hubiese tenido un carácter meramente temporal. En todo caso, la función de cimiento-roca asignada a Pedro habría de entenderse no sólo como única, sino también como intransferible e irrepetible, razón por la que resultaría imposible considerar al papado como continuación y baluarte de la “roca perpetua”». 
El historiador alemán Klaus Schatz, citado por González Salinero, sostiene la misma tesis: «Tras la muerte de Pedro, ¿pensaba acaso la primitiva Iglesia que sus poderes habían sido transferidos al obispo de Roma y que el jefe de la comunidad de Roma era sucesor de Pedro, roca de la Iglesia y depositario de la promesa de Mt. 16, 18 ss.? La pregunta así planteada debería ser respondida negativamente».

### Pedro, ¿el primer obispo de Roma?

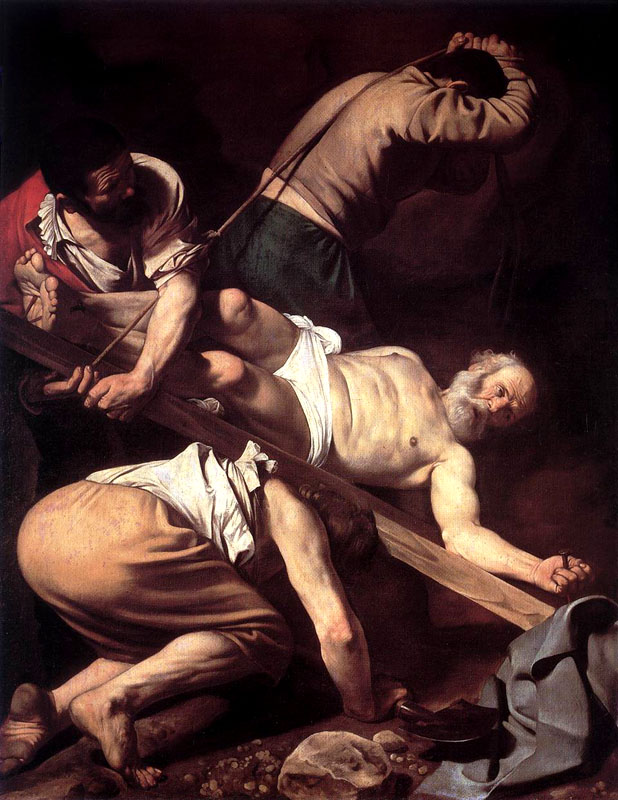
Cuadro de Caravaggio La crucifixión de San Pedro, 1601 (Cappella Cerasi, Santa Maria del Popolo, Roma). Recoge la tradición de que el apóstol Pedro fue crucificado en Roma cabeza abajo porque no se consideraba digno de serlo de la misma forma que Jesús.

González Salinero ha destacado que «no existe ninguna prueba sólida de la presencia de Pedro en Roma, ni de que llegara a ser su primer obispo. Ni siquiera Pablo —que escribe desde esta ciudad sus últimas epístolas— menciona su presencia en la capital del Imperio. Tampoco poseemos dato alguno a este respecto en los Hechos de los Apóstoles, ni en los Evangelios sinópticos. La importante primera epístola de Clemente Romano de finales del siglo I, ignora la supuesta elección de Pedro por parte de Jesús, así como cualquier papel decisivo desempeñado por este apóstol. El obispo mártir Ignacio, a principios del siglo II, tampoco hace referencia del supuesto martirio de Pedro en Roma, bajo el reinado de Nerón. De hecho, hasta bien entrado el II, reina el más completo silencio sobre este asunto».
La primera noticia de la presencia de Pedro en Roma aparece en una carta de Dionisio de Corinto de alrededor del año 170 dirigida a los romanos (Eusebio de Cesarea la recoge en su Historia Eclesiástica de principios del siglo IV):

En esto también vosotros, por medio de semejante amonestación, habéis fundido las plantaciones de Pedro y de Pablo, la de los romanos y la de los corintios, porque después de plantar ambos en nuestro Corinto, ambos nos instruyeron, y después de enseñar también en Italia en el mismo lugar, los dos sufrieron martirio en la misma ocasión

González Salinero no concede demasiada verosimilitud a este testimonio porque la carta está escrita un siglo después de los acontecimientos, el obispo Dionisio estaba muy lejos de Roma y porque «sus inexactitudes son habituales. Por ejemplo, afirma que Pedro y Pablo fundaron conjuntamente la iglesia de Roma, y también la de Corinto, extremo este último que contradice el testimonio del propio Pablo en sus Cartas y el relato de los Hechos de los Apóstoles».
Por otro lado, la arqueología no ha proporcionado pruebas de la presencia de Pedro en Roma. A mediados del siglo XX se hicieron unas excavaciones bajo la cúpula de la basílica de San Pedro y solo se encontraron tumbas paganas. González Salinero concluye que «la comunidad cristiana de Roma no fue fundada ni por Pedro ni por Pablo (Doroteo de Tesalónica, en el siglo VI, les atribuyó un doble episcopado), sino por unos anónimos judeocristianos… Según las fuentes conservadas, a mediados del siglo II nada se sabía aún sobre la supuesta designación de Pedro como cimiento de la Iglesia, ni sobre su estancia y martirio en Roma. En realidad, antes de mediados del siglo III, la promesa de Pedro no desempeñó ningún papel en las pretensiones romanas de dirección y autoridad sobre la Iglesia universal. De hecho, Esteban I (254-257) fue el primer obispo de Roma en remitirse fugazmente a este pasaje, para “tener a su cargo la sucesión de Pedro (succesionem Petri tenere contendit). Dos siglos después, el papa Zósimo [418-419]] desarrolló por primera vez una profunda exégesis de los mencionados versículos de Mateo para fundamentar el primado del obispo de Roma».
González Salinero también cuestiona otra prueba que se ha alegado para demostrar que Pedro fue el primer obispo de Roma: la lista de sus sucesores elaborada por Hegesipo de Jerusalén en unas Memorias perdidas y que recogió Eusebio de Cesarea a principios del siglo IV. Según este historiador hasta mediados del siglo  «lo normal en las iglesias de las primeras generaciones, especialmente en Occidente, era que la dirección de la comunidad recayese en una corporación presbiterial», por lo que «es muy probable que [Hegesipo] recogiera los nombres de los clérigos más notables que habían dejado huella en la memoria de la comunidad romana». En este sentido destaca que Ignacio de Antioquía en su Epístola a los Romanos no mencionara a ningún obispo, «lo que contrasta con su habitual costumbre de escribir a las comunidades de Asia Menor dirigiéndose a un obispo en concreto».
En realidad, indica González Salinero, la lista más antigua de los obispos de Roma es la proporcionada por Ireneo de Lyon en su obra Adversos haereses escrita entre los años 180 y 185, pero en ella no menciona la primacía de Pedro ni lo incluye entre los obispos de Roma. «Su lista no parece ser más digna de confianza que la de Hegesipo, pues la distribución de los nombres en series de doce miembros la hace sospechosa de artificio», afirma González Salinero. La primera lista de los obispos de Roma encabezada por Pedro aparece en el Catalogus Liberianus escrito en 354, trescientos años después de la muerte del apóstol.
El teólogo católico Juan Antonio Estrada, aunque sí considera que Pedro estuvo en Roma y murió allí martirizado, descarta como González Salinero que Pedro fuera obispo de Roma con argumentos similares. «No tiene validez histórica la pretensión de que Pedro fuera obispo de Roma, aunque aparezca el primero en las listas episcopales del siglo II. No fue ministro de ninguna iglesia local, ni de Jerusalén ni de Roma. La iglesia romana, como las otras, fue inicialmente presidida por un colegio de presbíteros obispos. Hegesipo, en el 180, es el primero en hablar de una sucesión de obispos de Roma, a pesar de que escritos anteriores como el del Pastor de Hermas o las cartas de Clemente y de Ignacio de Antioquía reflejan la estructura presbítero-episcopal que existía en la primera mitad del siglo II. Al reivindicarlo como primer obispo de la iglesia romana se alude a su vinculación por haber sufrido allí el martirio».

### Roma, ¿por encima del resto de sedes apostólicas?
En cuanto a la supuesta primacía de Roma sobre el resto de sedes apostólicas González Salinero  afirma que «en los textos de los primeros autores cristianos no se encuentran sino testimonios concluyentes a favor del primado de las iglesias apostólicas en general (entre otras, Antioquía, Cesarea de Filipo, Éfeso, Corintio, Tesalónica y, por supuesto, Roma)».
La obra Adversus haereses de Ireneo de Lyon se suele aducir como prueba definitiva de la primacía de Roma, en especial este pasaje: «Es necesario que toda iglesia, es decir, los fieles de todas partes, concuerde con esta Iglesia [la romana] a causa de su extraordinaria excelencia; en ella ha sido conservada mejor que en las otras la tradición apostólica». Pero González Salinero ha puesto en duda su valor como prueba. «En primer lugar, la mencionada “extraordinaria excelencia” es un calificativo de la iglesia romana y no de su obispo, y su motivación nada tiene que ver con la sucesión en un primado petrino: la iglesia de Roma, en la convicción de Ireneo, fue fundada no por uno sino por dos apóstoles (“los gloriosísimos apóstoles Pedro y Pablo”) y preserva la tumba de ambos mártires. […] En segundo lugar, debe tenerse presente que a la iglesia romana se la menciona en este caso, no por su carácter único o su pretendida superioridad jurídica sobre las restantes iglesias, sino a modo de ejemplo claro e indiscutible de una iglesia apostólica… pero dicha iglesia no estará solo en este rango superior, pues el obispo de Lyon reconoce que el testimonio de la auténtica tradición apostólica también “lo ofrecen todas las iglesias de Asia que hasta el presente recibieron la sucesión de Policarpo”, el cuál trató directamente con los apóstoles y fue constituido por ellos obispo de Esmirna; y lo mismo podría afirmarse de la iglesia de Éfeso, “fundada ciertamente por Pablo y en la que permaneció Juan hasta los tiempos de Trajano, testigo de la tradición verdadera de los apóstoles”».
González Salinero también cita a Tertuliano quien, en virtud de la «comunión fraternal», otorgó a Roma la misma autoridad que al resto de iglesias fundadas por los apóstoles. Y a Cipriano de Cartago que se opuso a la pretensión de Esteban I de que los obispos de Roma eran los herederos de Pedro. «Para Cipriano (como para Justino y Orígenes), cada obispo era sucesor de Pedro y portador de las llaves del reino de los cielos, así como depositario del poder de atar y desatar. Pedro personificaba de este modo la unidad de la Iglesia y del episcopado», ha afirmado González Salinero.  González Salinero concluye: «la eclesiología del siglo II y del III no reconoce entre las iglesias apostólicas ningún privilegio legitimador de un primado exclusivo de Roma».
La historiadora francesa Marie-Françoise Baslez sostiene la misma tesis. «La Iglesia de Roma tuvo quizás vocación de llegar a ser un interlocutor imperial privilegiado, pero no estaba todavía considerada por los cristianos como la cabeza de la Iglesia universal [«católica»], idea que Cipriano, el obispo de Cartago, es el primero en teorizar en los años 250. Su precedencia proviene de su situación en la capital del imperio y en el centro del mundo, más que de su fundación por Pedro, el jefe de los apóstoles», afirma Marie-François Baslez.
Para corroborar esta tesis Baslez cita el episodio del obispo de Roma Víctor (189-199) que quiso imponer a los obispos de la provincia romana de Asia la celebración de la Pascua según el calendario romano y no según el calendario judío utilizado en Oriente desde la era apostólica. Los sínodos celebrados en esa provincia no ratificaron su iniciativa y la respuesta de Víctor fue excomulgarlos, lo que en la época significaba quedar excluidos de su red epistolar. Intervino el obispo de Lyon Ireneo que le recordó al de Roma la tradición de permitir a las Iglesias seguir sus propios usos.  González Salinero ha subrayado, por su parte, que la controversia entre Víctor I y las iglesias orientales (presididas por Polícrates de Éfeso) «evidencia que éstas, en virtud de su común origen apostólico, se encontraban en un mismo plano de igualdad que la iglesia de Roma».
Según Baslez, con Constantino I «la multipolarización del cristianismo no desaparece, sino que nuevos polos emergen, en primer lugar con la fundación de Constantinopla en 330. La lucha de influencias que se libra entonces entre las grandes sedes episcopales se sigue a través de los debates doctrinales del siglo IV y del siglo V con motivo de los grandes concilios ecuménicos: es suficiente que el obispo de Alejandría adopte una opción para que el de Antioquía elija la opuesta. […] Al final del siglo IV, la Iglesia católica no está todavía centralizada. Será otro proceso propio de las Iglesias latinas de Occidente, que se organizarán en torno a Roma siguiendo el modelo imperial romano, después de la desaparición del imperio de Occidente (476)».

### El título de papa, ¿exclusivo del obispo de Roma?
La designación de papa para el obispo de Roma es muy tardía. Aparece por primera vez sobre una lápida de la época de Liberio (352-366), mientras que ese título ya se utilizaba desde hacía tiempo en Oriente para llamar a obispos y abades. Su uso se extendió en Occidente a finales del siglo V pero no fue un título exclusivo de los obispos de Roma hasta después del año mil, aunque en el siglo XII todavía estos llamaban a los obispos de otras sedes vicarii Petri (representantes de Pedro).
La historiadora francesa Marie-Françoise Baslez ha insistido en que durante los primeros siglos del cristianismo el título de «papa» no estaba en absoluto reservado al obispo de Roma y que cuando era utilizado, muy ocasionalmente, se refería a distintos obispos como el de Esmirna, el de Cartago o el de Alejandría y en realidad solo en una ocasión se ha constatado su uso para referirse al de Roma. Además con este término, según Baslez, se quiere destacar que la autoridad del obispo «es de naturaleza patriarcal, análoga al de un padre de familia, y por tanto local».
Por otro lado, en los escritos de los Padres de la Iglesia y los de los Concilios Ecuménicos nunca hablan de elección papal.

### La Iglesia de los primeros siglos, local y sinodal
La historiadora Marie-Françoise Baslez ha señalado que durante los primeros siglos del cristianismo no existió una única autoridad centralizada, sino que «la Iglesia estaba constituida por comunidades locales, más o menos autónomas». Por tanto, «se está muy lejos de la imagen de un organismo autoritario y centralizado desde sus orígenes. [...] El cristiano de los primeros siglos tiene la convicción de pertenecer a una Iglesia universal [«católica»] a través de su compromiso con su Iglesia local». Baslez cita el caso de un obispo de Roma —aunque no dice de qué obispo se trata ni aporta el documento del que extrae la cita por lo que desconocemos el contexto— que a mediados del III le escribe al de Antioquía que «no hay Iglesia católica, sino Iglesias católicas».
Esta tesis es compartida por Claire Sotinel cuando afirma que durante el Imperio Romano nunca existió una «organización comunitaria "universal" ["católica"]». «El motor principal de la unidad de las Iglesias en el imperio era... el poder imperial, el único competente para reunir concilios ecuménicos (otra palabra para "universal")». Los cánones aprobados en el Concilio de Nicea de 325 se ocuparon de la organización eclesiástica, pero no se trataba de reglas efectivas, «sino de principios que tenían como horizonte la unidad perfecta de las Iglesias por toda la Tierra, más allá de los límites del imperio. Innombrables documentos muestran que estos principios no fueron nunca aplicados sistemáticamente, tampoco los de los concilios posteriores...». En conclusión, según Claire Sotinel, «en el sentido antiguo del término, la Iglesia nunca "se volvió" católica; lo fue siempre si se habla de la aspiración a la unidad perfecta de todos los cristianos... En el sentido moderno del término, el de una confesión del cristianismo organizada bajo la autoridad del obispo de Roma,... es posterior al menos al cisma de 1054 y quizás incluso a la Reforma».
Por otro lado, Marie-Françoise Baslez ha indicado que desde finales del siglo II se celebraron sínodos (o «concilios», en latín) de obispos a escala local o regional que se ocuparon de disputas doctrinales o disciplinarias que se zanjaban mediante la publicación de una carta colegiada «sinodal». Antes de reunirse los obispos, generalmente entre diez o veinte, intercambiaban sus puntos de vista mediante cartas constituyendo así una red de sedes episcopales, cuyos núcleos principales eran las sedes de las capitales provinciales romanas. Los acuerdos adoptados, votados por mayoría, tenían un carácter «universal» y debían ser observados por las iglesias locales —de ahí que la carta sinodal funcione como una «carta católica», término que comienza a emplearse a finales del siglo II—. Así pues, la Iglesia de estos siglos, de la que los obispos son los constructores, «es de hecho una Iglesia sinodal. La autoridad superior es una autoridad colegiada».

### El papel del papa en los concilios «ecuménicos»
Los concilios «ecuménicos» fueron convocados por los emperadores y en ellos no se dio ninguna primacía al obispo de Roma, ni sus acuerdos tuvieron que ser ratificados por estos —de hecho a algunos de ellos, como los de Constantinopla de 381 y de 553, no asistieron legados de Roma—. En el de Constantinopla de 381 se estableció que el obispo de Roma ocuparía el primer lugar y el de Constantinopla el segundo lugar, pero fue un reconocimiento meramente honorífico como vieja capital del Imperio sin recurrir como argumento a la primacía de Pedro, a pesar de que ya empezaba a ser aducido por el obispo de Roma Dámaso. Y en el de Calcedonia (451), al que tampoco asistió ningún representante de Roma, se aprobó por unanimidad la igualdad del patriarca de la Nueva y el de la Vieja Roma (canon 28)». Así, los obispos de Roma y de Constantinopla disfrutaron de los «mismos honores eclesiásticos». De hecho, el «Santo, Grande y Universal Concilio» simplemente se dirigió al obispo de Roma como «Arzobispo León», a lo que este respondió considerando ilegal el canon 28.
Treinta y dos años antes en el Concilio de Cartago (419) san Agustín y san Aurelio habían condenado al obispo de Roma Zósimo por interferir con la jurisdicción de la Iglesia africana al falsificar el texto del Canon 5 del I Concilio de Nicea. Le advirtieron además —y más tarde a su sucesor Celestino I— que no «introduzcan el orgullo vacío del mundo en la Iglesia de Cristo» y que «mantengan sus narices romanas fuera de los asuntos africanos». El Concilio dictaminó que ningún obispo puede llamarse a sí mismo «Príncipe de los Sacerdotes» o «Sacerdote Supremo» (Canon 39). También dictaminó que si alguno de los clérigos africanos no apelaba a las autoridades africanas, sino que cruzaba el Mediterráneo para presentar su apelación «el mismo era ipso facto expulsado del clero» (Canon 105).
«En el siglo VI se consolidó la estructura fija de la Pentarquía (los cinco patriarcados de Roma, Constantinopla, Alejandría, Antioquía y Jerusalén, en este orden) y la sede de Roma fue considerada prima inter pares (‘primera entre sus iguales’). Durante el II Concilio de Constantinopla (553) el obispo de Roma Vigilio escribió un tratado, pero el V Concilio Ecuménico le obligó inmediatamente a retractarse de sus puntos de vista heréticos, y su sucesor Pelagio aprobó oficialmente esta decisión oriental.
En el siglo siguiente, el III Concilio de Constantinopla (680-681) condenó póstumamente a Honorio: «A Honorio, el hereje, anatema». Se informó al entonces obispo vivo de Roma que su predecesor «había sido oficialmente anatematizado por la Iglesia Católica: como hereje, como pecador», y «como quien se apartó de la fe».

## Respuestas católicas
Según los autores católicos, no había necesidad que el Papado tuviera que convocar los Concilios para que su autoridad suprema se demostrara. En el Sínodo de Cartago en 397 se elaboró una lista de los libros de la Sagrada Escritura, incluyendo los libros deuterocanónicos, y al final de la enumeración se agregó: «Pero que se consulte a la Iglesia de ultramar [Roma] sobre la confirmación de este canon». Tampoco era imprescindible su presencia para que se celebrara un concilio, pero para que fuera válido necesitaba su confirmación, lo cual se aplicaría en todos los concilios ecuménicos, incluidos los anteriores al Cisma de Oriente. Así, según el catecismo de la Iglesia católica la versión del Credo de Nicea adoptada en el Primer Concilio de Constantinopla (381) fue aceptado por la Iglesia de Roma sólo setenta años después, en 451, o si no se habría mantenido como un Concilio Regional, solo logrando carácter ecuménico cuando fue reconocido por el Concilio de Calcedonia, exigido por el Papa León I al emperador Teodosio II. Además, dicho concilio de Constantinopla establecería que el obispo de Constantinopla recibirá los honores después del de Roma. Roma protestó por la forma en que había colocado a los obispos de Antioquía y Alejandría por debajo del de Constantinopla, puesto que violaba  una orden del Primer Concilio de Nicea, un estatus que los primeros patriarcas orientales habrían restaurado una vez más por la acción de los legados del obispo de Roma presentes en el Concilio de Calcedonia.
En cuanto a los Padres de la Iglesia, se podría evidenciar que habían nociones generales sobre el Primado de Pedro que están en concordancia con la doctrina de la Iglesia católica. Diversos pasajes de la Carta a los romanos de Ignacio de Antioquía arguyen que dicho primado era reconocido ya desde época temprana. Uno de ellos es el propio saludo de la carta, el más extenso de los redactados por Ignacio. 

Ἰγνάτιος, ὁ καὶ Θεοφόρος, τῇ ἠλεημένῃ ἐν μεγαλειότητι πατρὸς ὑψίστου καὶ Ἰησοῦ Χριστοῦ τοῦ μόνου υἱοῦ αὐτοῦ ἐκκλησίᾳ ἠγαπημένῃ καὶ πεφωτισμένῃ ἐν θελήματι τοῦ θελήσαντος τὰ πάντα, ἃ ἔστιν, κατὰ ἀγάπην Ἰησοῦ Χριστοῦ, τοῦ θεοῦ ἡμῶν, ἥτις καὶ προκάθηται ἐν τόπῳ χωρίου ῾Ρωμαίων, ἀξιόθεος, ἀξιεπίτευκτος, ἀξιοπρεπής, ἀξιομακάριστος, ἀξιέπαινος, ἀξίαγνος καὶ προκαθημένη τῆς ἀγάπης, χριστώνομος, πατρώνυμος, ἣν καὶ ἀσπάζομαι ἐν ὀνόματι Ἰησοῦ Χριστοῦ, υἱοῦ πατρός· κατὰ σάρκα καὶ πνεῦμα ἡνωμένοις πάσῃ ἐντολῇ αὐτοῦ, πεπληρωμένοις χάριτος θεοῦ ἀδιακρίτως καὶ ἀποδιϋλισμένοις ἀπὸ παντὸς ἀλλοτρίου χρώματος πλεῖστα ἐν Ἰησοῦ Χριστῷ, τῷ θεῷ ἡμῶν, ἀμώμως χαίρειν.
Ignacio, el también (llamado) «portador de Dios» (o Teóforo), a la perdonada en la magnanimidad del Altísimo Padre y de Jesucristo, su único Hijo, a la iglesia amada e iluminada en la voluntad de quien ha querido todo lo que es según el amor de Jesucristo, el Dios nuestro; a la que preside en la región de los romanos, digna de Dios, digna de honor, digna de bienaventuranza, digna de alabanza, digna de ser favorecida, digna de inocencia, que preside en el amor, la que posee la ley de Cristo (y) el nombre del Padre, a ella la beso (en saludo) en el nombre de Jesucristo, hijo del Padre: unidos según la carne y el espíritu en todo mandato de Él, llenos de la gracia de Dios, indivisa y separada de cualquier color diverso, les deseo en Jesucristo, el Dios nuestro, abundante gozo...
Ad Rom. Intr.

  Que, para Ignacio, la iglesia de Roma era la más importante de todas a las que escribe se desprende de la extensión y calidad de su alabanza. Estas expresiones son únicas dentro de la correspondencia ignaciana. Otro pasaje de la carta que parece otorgar cierta preeminencia intelectual a Roma es el siguiente: «Nunca habéis envidiado a nadie, a otros habéis enseñado» (Ad Rom. 3, 1). Es posible que Ignacio se esté refiriendo aquí a la carta de Clemente a los corintios, pero no se puede asegurar. En cualquier caso no se dejaría con ello el asunto, porque la carta de Clemente es aducida también como prueba del primado de la Iglesia romana. Por último, el tutelaje romano parece indicado por el siguiente pasaje: «... acordaos de la iglesia de Siria que, en mi lugar, tiene a Dios como pastor. Sólo Jesucristo y vuestro amor desempeñarán el oficio de obispo» (Ad Rom. 9, 1).  Pero no son tan solo el saludo o algunos comentarios aislados los que demuestran la singularidad de esta carta. Ya desde el comienzo, Ignacio adopta una actitud diferente, lejos de la perspectiva de maestro que había utilizado anteriormente. La «Carta a los romanos» es un ruego humilde donde la jerarquía se difumina e Ignacio se despoja de su autoridad.

No os doy órdenes como Pedro y Pablo. Ellos eran apóstoles. Yo, un condenado a muerte. (Ad Rom. 4, 3).

Sobre el pensamiento de San Agustín respecto al primado de Pedro, se puede afirmar con mucha seguridad que habría concebido a San Pedro, su Cátedra y sus sucesores, de una manera totalmente distinta a los demás apóstoles, sus cátedras y respectivos sucesores. En pocas palabras, San Agustín siempre habría reconocido el primado de Pedro, de manera que incluso en sus escritos repite innumerables veces que San Pedro era «el primero de los apóstoles»:
Sobre el concilio de Cartago de 419, se menciona que San Agustín, más que cuestionar al Primado petrino, estaría cuestionando un potencial error teológico del Papa Zósimo (quien, en calidad de persona privada, se sospechaba que había sido influenciado por tesis del Pelagianismo negando el pecado original), mientras que seguían reconociendo su autoridad apostólica para mediar, como se muestra en estos sermones: “Porque ya van mandadas a la sede apostólica las actas de dos concilios; también vinieron de allí contestadas. El asunto está concluido; plegue a Dios concluya pronto el error". "Refutad a los que se oponen a la gracia, y a los obstinados traédmelos a mí. Porque a propósito de esta cuestión ya se han enviado a la Sede Apostólica las actas de dos concilios; de allí han llegado también los rescriptos. El asunto quedó cerrado; ¡ojalá concluya de una vez el error! Así, pues, los amonestamos para que tomen conciencia, los enseñamos para que estén instruidos; oremos para que cambien. Vueltos al Señor". Pelagio había propuesto a Zósimo sus tesis de forma disfrazada, y, junto a Celestio, estuvieron a punto de convencerle de su estricta ortodoxia y proponer sus tesis teológicas como reconciliables a la sana doctrina; sin embargo, el arzobispo Aurelio de Cartago y otros obispos africanos, a quienes Zósimo había acudido a consultar, se dieron cuenta de que todo era un engaño de Pelagio para introducir heterodoxias. Entonces, sería claro que su lucha de San Agustín y San Aurelio fue contra la mala influencia de los pelagianos en la iglesia latina, pero no contra las legítimas autoridades romanas, las cuales habrían sido quienes convocaron el sínodo originalmente y que incluso llegarían a enviar delegados tras resolverse los malentendidos, y así poder legitimar el concilio. En simultáneo, el emperador Honorio (395-423) emitió en 418 una orden de expulsión del territorio italiano para los pelagianos y para aquellos que no aprobaran la Epistola tractoria de condena enviada por el Papa Zósimo a todos los obispos: entre otros, fueron exiliados Celestio y Juliano de Eclana.
En cuanto a las decisiones en algunos cánones como el 105, serían de índole pastoral y no de carácter dogmático (al ser un concilio regional y no ecuménico, sin autoridad para definir doctrinas). Causados por la apelación de Apiario de Sicca al Papa Zósimo, quien (en vista de las irregularidades en el procedimiento del obispo Urbano para deponer al sacerdote Apiario) ordenó que el sacerdote fuera reincorporado y su obispo disciplinado. Molestos, quizás, por el éxito del sacerdote indigno, un sínodo general de Cartago, en mayo de 418, prohibió apelar "más allá de los mares" de los clérigos inferiores a los obispos. Reconociendo una expresión de descontento por parte de los obispos africanos, el Papa Zósimo envió una delegación para defender su derecho a recibir ciertas apelaciones. En mayo de 419 se celebró el decimosexto Concilio de Cartago, y allí nuevamente se aceptaron las representaciones de Zósimo. No puede interpretarse como una negación de la jurisdicción del Papa por parte de la Iglesia de África. Simplemente expresa el deseo de los obispos africanos de continuar disfrutando de esos privilegios de autonomía parcial que fueron por defecto, parte de su Iglesia Particular Sui iuris durante el período tormentoso. Pero antes de la época de Apiario, como atestiguan los cánones del Concilio de Sárdica (también un concilio regional de índole pastoral), Europa occidental había llegado a aceptar a Roma como tribunal de última instancia en causas disciplinarias. África también estaba ahora lista, y su disposición se muestra en el caso de Apiarius, así como en los registros de apelaciones similares a Roma de las que el mismo San Agustín da testimonio. Además, el canon 39 reconocería que el Papa era obispo de la primera sede.